# Campionato Sammarinese (1994/1995)

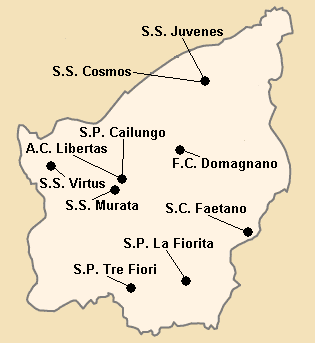
Lokalizacja zespołów na mapie San Marino

W sezonie 1994/1995 rozegrano 10. edycję najwyższej klasy rozgrywkowej piłki nożnej w San Marino – Campionato Sammarinese. W sezonie brało udział 10 zespołów. Tytuł obroniła drużyna SP Tre Fiori.

## Tabela końcowa
|    | Klub          | M  | Z  | R | P  | Br+ | Br- | Pkt | Uwagi            |
| 1  | SP Tre Fiori  | 18 | 12 | 2 | 4  | 36  | 15  | 26  | Turniej finałowy |
| 2  | SS Cosmos     | 18 | 9  | 6 | 3  | 29  | 20  | 24  | Turniej finałowy |
| 3  | FC Domagnano  | 18 | 9  | 5 | 4  | 29  | 17  | 23  | Turniej finałowy |
| 4  | SP La Fiorita | 18 | 10 | 3 | 5  | 24  | 25  | 23  | Turniej finałowy |
| 5  | SS Murata     | 18 | 8  | 6 | 4  | 22  | 16  | 22  |                  |
| 6  | SP Cailungo   | 18 | 4  | 6 | 8  | 18  | 26  | 14  |                  |
| 7  | SS Virtus     | 18 | 3  | 8 | 7  | 12  | 20  | 14  |                  |
| 8  | SC Faetano    | 18 | 5  | 3 | 10 | 26  | 24  | 13  |                  |
| 9  | AC Libertas   | 18 | 4  | 5 | 9  | 25  | 32  | 13  | Spadek           |
| 10 | SS Juvenes    | 18 | 2  | 4 | 12 | 18  | 44  | 8   | Spadek           |

## Turniej finałowy

### Pierwsza runda
- SS Cosmos 2-3 SP La Fiorita
- SS San Giovanni 0-3 FC Domagnano

### Druga runda
- SS San Giovanni 0-1 SS Cosmos
- FC Domagnano 0-2 SP La Fiorita

### Trzecia runda
- FC Domagnano 2-4 SS Cosmos
- SP Tre Fiori 0-0 (karne  6-5) SP La Fiorita

### Czwarta runda
- SP La Fiorita 1-0 SS Cosmos

### Finał
- SP Tre Fiori 1-0 SP La Fiorita